# Filiberke en Biliferke
Filiberke en Biliferke is het 246e stripverhaal van Jommeke. De reeks wordt getekend door striptekenaar Jef Nys. Het album verscheen op 6 mei 2009.

## Personages
In dit verhaal spelen de volgende personages mee:
- Jommeke, Flip, Filiberke, Professor Gobelijn, Annemieke en Rozemieke,

## Verhaal
Het verhaal begint wanneer Boer Snor merkt dat Filiberke er moedeloos bij loopt. Hij heeft ook niet zijn gewoonlijk kostuum aan. Filiberke lijkt Boer Snor helemaal niet te kennen. Even later wordt alles duidelijk: deze jongen is een toevallig identieke tweeling van het echte Filiberke. De identieke kopie laat zich "Biliferke" noemen. Beide jongens zijn even verrast na hun kennismaking, maar zien meteen de grappige kant in van de situatie. Ze halen grappen uit bij de kruidenier, met Annemieke en Rozemieke en met Jommeke en Flip. Na enige tijd komt Jommeke als eerste te weten over de identieke tweeling van Filiberke. Bij het amuseren blijkt Biliferke super lenig te zijn, en springt zonder moeite op daken en kan klimmen alsof het niets is. Doch, hij wil niet zeggen waar hij woont, wat de vrienden vreemd vinden.
Flip achtervolgt Biliferke tot aan zijn huis. Zijn nonkel, bij wie hij woont, is een gewetenloze boef. En wat nog erger is: hij zet Biliferke, die heel lenig is, in om alle diefstallen uit te voeren. Het rechtvaardigheidsgevoel van Filiberke is uiteraard te groot om dit te laten gebeuren en gaat tot actie over. Maar de gemene nonkel heeft ook een vals plan nadat hij aan de weet is gekomen van de identieke tweeling. Op een avond laat hij Biliferke, een diamant stelen, zonder masker. Hij wordt gefilmd door een bewakingscamera. De politie vermoedt nu dat Filiberke de dader is, vanwege de gelijkenis met Biliferke, en wordt opgesloten. Wanneer Jommeke verneemt dat Filiberke opgesloten is, staat hij, samen met Flip, er nog alleen voor om het raadsel te ontcijferen. Natuurlijk is de nonkel al lang ondergedoken. Via een stukje van een landkaart, en hulp van professor Gobelijn, komen de vrienden te weten dat ze naar Bad bubbelheim, in Duitsland, moeten gaan zoeken. Met de vliegende bol en door middel van een foto ontdekken ze de villa waar de stoute nonkel verborgen zit. Flip kan Biliferke bereiken, die daar ook is. Deze vertelt dat hij zijn nonkel gehoorzaamt omdat hij anders zijn broer nooit meer terug zal zien, die gevangen zit op een geheime plek. Jommeke gebruikt uiteindelijk hetzelfde plan als de nonkel. Professor Gobelijn heeft namelijk ook een treffende gelijkenis met de nonkel, met paar aanpassingen.
Zo wordt de nonkel opgepakt en opgesloten. Ze vinden achteraf ook het broertje op de geheime plek, dat "Jan" heet. Biliferke zijn echte naam is "Piet". Ook Filiberke zijn onschuld is bewezen en mag vrij. Alles loopt goed af.

## Achtergronden bij het verhaal
- In de kamer van De Miekes hangt een poster van kabouter Schommelbuik tegen de muur. Een verwijzing naar de stripreeks Met Langteen en Schommelbuik voorwaarts.
- Kabouter Schommelbuik had eerder al eens een rol in album 14 en album 168 samen met de andere kabouters in de Jommekesreeks.